# Willian Giaretton
Willian Karllos Giaretton (Ponte Serrada, 26 de septiembre de 1990) es un deportista brasileño que compitió en remo. Ganó una medalla de bronce en el Campeonato Mundial de Remo de 2017, en la prueba de dos sin timonel ligero.

## Palmarés internacional
| Campeonato Mundial | Campeonato Mundial        | Campeonato Mundial | Campeonato Mundial     |
| Año                | Lugar                     | Medalla            | Prueba                 |
| ------------------ | ------------------------- | ------------------ | ---------------------- |
| 2017               | Sarasota (Estados Unidos) | Medalla de bronce  | Dos sin timonel ligero |